# Sevil (España)
Sevil es un despoblado español del municipio de Adahuesca, perteneciente a la provincia de Huesca, en la comunidad autónoma de Aragón.

## Geografía
El lugar se encuentra en la sierra del mismo nombre.

## Historia
Hacia mediados del siglo XIX, el lugar, ya por entonces perteneciente al término municipal de Adahuesca pese a estar más próximo a otros, se encontraba despoblado. Aparece descrito en el decimocuarto volumen del Diccionario geográfico-estadístico-histórico de España y sus posesiones de Ultramar de Pascual Madoz, en la entrada correspondiente al monte, con las siguientes palabras:

Llaman Sevil, porque antiguamente hubo en su centro, un pueblo asi nombrado, del que se conservan aun las ruinas de algunas casas, y de una igl. en medio de ellas por lo cual se denomina dicho térm. el de las Casas: fue, segun la opinion mas probable, arruinado por las guerras dicho pueblo, y es pertenencia de la v. de Adahuesca por sentencia del justicia mayor de Aragon, contra los pueblos de Radiguero, Alguezar, Sta. Lecina, Betorz, Sta. Susana, y otros mas limítrofes á dicho monte que Adahuesca, los cuales le circumbalan. A corta dist. de las enunciadas ruinas se halla una venta ó meson con una igl. que es parr. rural dedicada á San Juan y San Pablo, la que está habitada por una familia que tiene obligacion de estar en ella para dar posada á los transeuntes que van por la carretera que dirige á Francia que pasa inmediata.
(Madoz, 1849, p. 209)